# Playa de Cala Ferrera

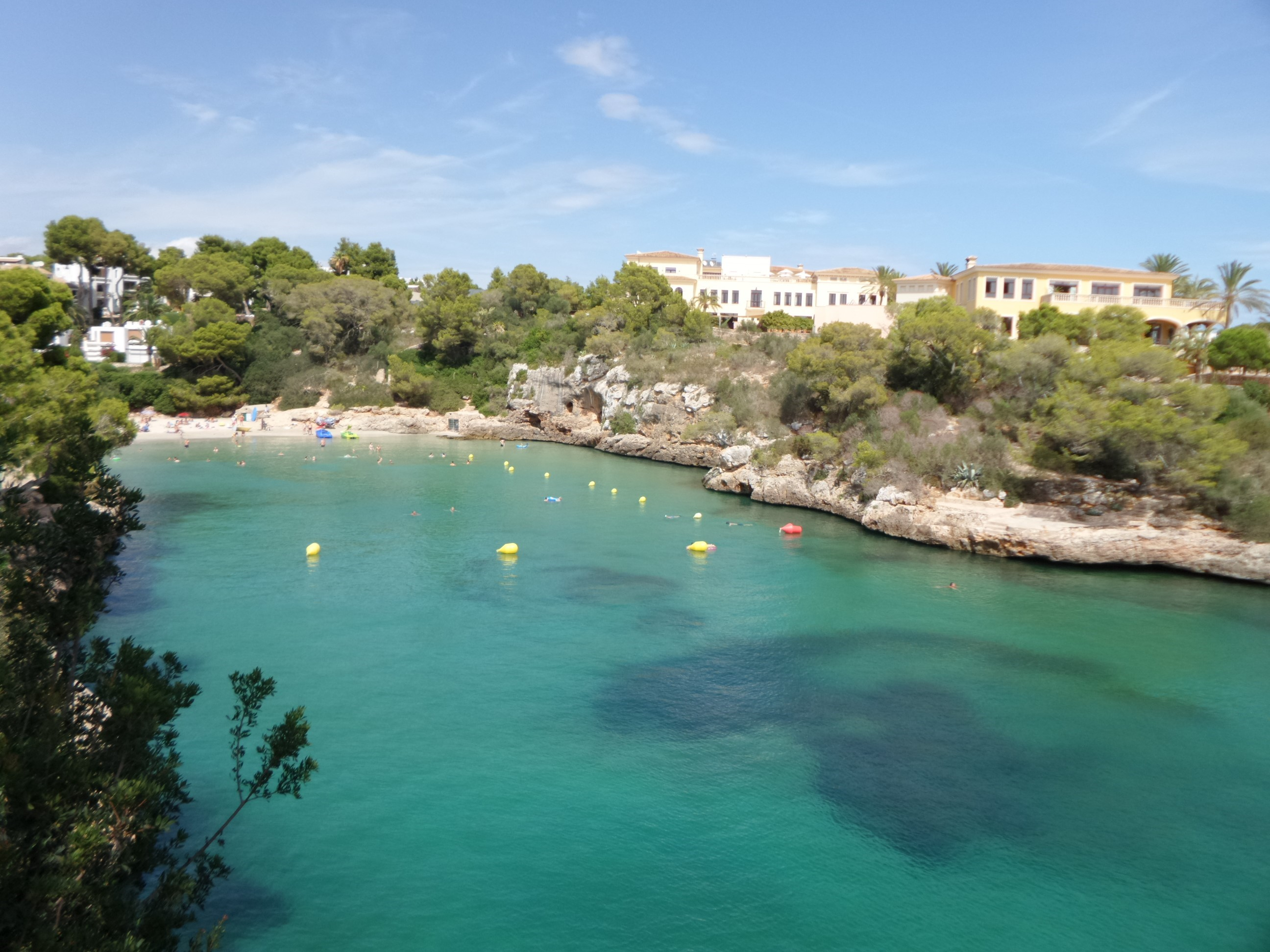
Vista de cala Ferrera.

Cala Ferrera es una playa que está situada en la localidad española de Cala Ferrera, municipio de Felanich, Mallorca. Se trata de una playa semiurbana de arena blanca, que a causa del turismo presenta un elevado grado de ocupación durante la época estival. Casi todos los usuarios de la playa son huéspedes de los hoteles colindantes. 
La ocupación de embarcaciones fondeadas en sus aguas perimetrales también es alta. La mejor zona para anclar se sitúa entre esta playa y la próxima cala Serena, con una profundidad de entre seis y diez metros sobre un fondo de arena y alga. En las inmediaciones de la amplia bocana natural que da acceso a esta porción del litoral felanichero se localiza el islote del Farallón de Cala Ferrera, registrándose cuatro metros de profundidad entre éste y la costa.
El acceso por carretera a cala Ferrera es sencillo producto de una buena señalización desde s'Horta o Cala d'Or. La parada de autobús más próxima se localiza a 300 metros de la costa.
Entre los hoteles que rodean la cala destacan el Hotel Ponent Playa, el Robinson, el Cala Ferrera, el Ferrera Blanca y el Monsuau.